# Jan Ostoja Matłachowski
Jan Kanty Matłachowski, ps. Ożaroski, Samborski, Ostoja (ur. 5 września 1906 we Lwowie, zm. 6 listopada 1989 w Warszawie) – polski polityk i działacz ruchu narodowego. Kierownik Wydziału Propagandowo-Politycznego Tymczasowej Narodowej Rady Politycznej w czasie II wojny światowej.

## Życiorys
Z ruchem narodowym związał się w szkole średniej, a następnie studiując prawo i historię na Uniwersytecie Jana Kazimierza we Lwowie oraz na Uniwersytecie Warszawskim. Jako wyróżniający się swoją aktywnością zajmował czołowe miejsce pośród działaczy Stronnictwa Narodowego, Młodzieży Wszechpolskiej, a także jako organizator robotniczego Zjednoczenia Zawodowego „Praca Polska” w Borysławskim Zagłębiu Naftowym. Jan Karski w programie Notacje historyczne opisuje Jana Matłachowskiego w czasach studiów we Lwowie jako aktywnego antysemitę, dopuszczającego się przemocy fizycznej wobec żydowskich studentów.
Po rozłamie w ruchu endeckim w 1934 został mianowany przez Romana Dmowskiego prezesem organizacji młodzieżowych związanych ze Stronnictwem Narodowym, w tym Związku Akademickiego Młodzież Wszechpolska. W 1935 przeniósł się do Warszawy, gdzie został powołany przez Romana Dmowskiego do władz naczelnych Stronnictwa Narodowego. W latach 1937–1939 współpracował z Romanem Dmowskim, Jędrzejem Giertychem, Kazimierzem Kowalskim i profesorem Karolem Stojanowskim. Brał udział w przygotowywanym w latach 1937–1938 zamachu stanu przeciw władzom sanacyjnym. Zamach ten został odwołany przez spiskowców wobec przygotowywanej przez Adolfa Hitlera inwazji na Polskę. Zapowiadał, że po ewentualnym przejęciu władzy: „jak Hitler postępuje w Niemczech z żydami, tak postąpi w Polsce obóz narodowy, gdy obejmie władzę”.
W okresie wojny i okupacji Jan Matłachowski wraz z innymi przeszedł do pracy w podziemnych strukturach cywilnych i wojskowych. W 1942 wraz z Karolem Stojanowskim wszedł w skład Wojennego Zarządu Głównego Stronnictwa Narodowego i Tymczasowej Narodowej Rady Politycznej, która była politycznym organem zwierzchnim Narodowych Sił Zbrojnych.
Zbliżał się koniec wojny i niemieckiej okupacji. W 1945 Wielka Koalicja cofnęła swoje dotychczasowe uznanie dla Rządu RP na uchodźstwie. Jan Matłachowski, przebywając w Polsce, kontynuował swoją pracę w strukturach naczelnych Stronnictwa Narodowego i Radzie Jedności Narodowej. Część działaczy Stronnictwa Narodowego po zajęciu Polski przez wojska radzieckie ujawniła się, nastąpiły aresztowania. Jan Matłachowski opuścił Polskę i dotarł w listopadzie 1945 do Londynu. Na uchodźstwie kontynuował początkowo swoją działalność jako członek emigracyjnego Stronnictwa Narodowego i kombatanckich organizacji AK. W 1951 wycofał się jednak z czynnej działalności w emigracyjnych strukturach Stronnictwa Narodowego wobec kontrowersyjnej tzw. „sprawy Bergu”.
Wobec zaistnienia korzystnych warunków umożliwiających repatriację, w 1961 powrócił do kraju. Po przybyciu do Polski znalazł i tu pewne możliwości szerzenia i głoszenia poglądów narodowych, skupiając w swoim mieszkaniu odwiedzającą go młodzież. Według historyka Sławomira Cenckiewicza był tajnym współpracownikiem Służby Bezpieczeństwa o pseudonimie „Maksym”. Miał zostać zwerbowany podczas pobytu na emigracji.
W 1978 wydał w Londynie nakładem emigracyjnego wydawnictwa swoją książkę Kulisy genezy powstania warszawskiego. Publikacja była kolportowana w drugim obiegu przez niezależne środowiska narodowe również w Polsce.
Sam Jan Matłachowski uczestniczył w wielu niezależnych inicjatywach patriotycznych i narodowych (np. 30 czerwca 1979 wygłosił referat w podziemiach kościoła św. Anny w Warszawie z okazji 60. rocznicy traktatu wersalskiego). W latach 80. działał w Polskim Związku Katolicko-Społecznym, gdzie był wiceprezesem ds. szkolenia. 10 października 1983 w swoim mieszkaniu przy ul. Piekarskiej w Warszawie wraz z Napoleonem Siemaszką i Bogusławem Rybickim jako nestor ruchu narodowego doprowadził do powstania Narodowego Odrodzenia Polski, udzielając pożyczki Bogdanowi Byrzykowskiemu i Adamowi Gmurczykowi (działaczom rozbitego Ruchu Narodowo-Niepodległościowego) i przekazując im maszynę do pisania na potrzeby wydawania pisma „Jestem Polakiem”. Nadzorował następnie formację ideową NOP, a Gmurczyk był jego osobistym sekretarzem. W 1984 został obok Siemaszki, Witolda Olszewskiego i ks. Henryka Czepułtowskiego wykorzystany przez SB jako jej tajny współpracownik do przejęcia kontroli nad Polskim Związkiem Katolicko-Społecznym. W czerwcu 1989 grupa sygnatariuszy tzw. „Memoriału” z 28 stycznia 1989 wraz z uczestnikami Rady Środowisk Narodowych zaproponowała Janowi Matłachowskiemu objęcie prezesury Konwentu Seniorów Stronnictwa Narodowego. Pomimo sędziwego wieku (miał wówczas 83 lata), podjął znów aktywną działalność – zostając prezesem Konwentu Seniorów, którą to funkcję sprawował aż do śmierci. Zmarł 6 listopada 1989 po doprowadzeniu do reaktywowania Stronnictwa Narodowego, dwanaście dni przed I Zjazdem Delegatów tej partii.